# Gara Chișinău
Gara feroviară din Chișinău este principală gară care deservește capitala Republicii Moldova, orașul Chișinău.

## Istorie
Edificiul inițial al gării a fost construită în 1870. Potrivit unor date, era o clădire temporară, care a fost inițial construită din lemn, similară cu gările obișnuite de gubernie. Clădirea nouă a gării a fost construită spre sfârșitul anilor 1870, după planul arhitectural al lui Ghenrih Lonski. Potrivit unei surse, primul tren a sosit la gara Chișinău pe 15 august 1871 . Potrivit altora, circulația trenurilor pe traseul Tiraspol – Chișinău a fost deschisă pe 28 august 1871. Primul tren sosit de la Odesa (timp de 7 ore), a marcat începutul operațiunilor feroviare în Basarabia.
În 1873, de asemenea a fost dată în exploatare linia de cale ferată: Chișinău — Cornești, apoi prelungită până la Ungheni.
În iunie 1878 tronsonul Razdelinaia — Chișinău — Ungheni a trecut în gestiunea Căilor Ferate (Rusești) de Sud-Vest. Peste un an în subordinea acesteia a fost transmisă calea ferată Tighina — Galați.
In 1918, calea feratǎ era utilizatǎ din plin de membrii Sfatului Țǎrii, indeosebi pentru legǎtura cu Iașiul, unde in acel moment se afla Guvernul României si Casa Regalǎ, evacuați din București in urma ocupației germane. Tot cu trenul se deplasau acei membri ai primului parlament basarabean care erau mobilizați in armata rusǎ și luptau pe Frontul Romanesc.
La 6 ianuarie 1918, Secția de Front bolșevicǎ aresteazǎ la gara din Chișinǎ un detașament de soldați ardeleni, care, potrivit unei ințelegeri preliminare, sosise din Kiev la dispoziția Sfatului Țării. În urma altercației au fost omorâți câțiva soldați ardeleni. La 26 martie 1918, sosește la Chișinǎu prim-ministru al României, Alexandru Marghiloman, insoțit de ministrul de Rǎzboi, Constantin Hârjeu si de alți demnitari. Prim-ministrul român duce tratative cu membrii guvernului basarabean, cu reprezentanții fracțiunilor din Sfatul Țǎrii, cu reprezentanți ai clerului, ai marilor proprietari, ai altor pǎturi sociale, pentru a se edifica asupra atitudinii acestora fațǎ de problema unirii Basarabiei cu România.
În perioada interbelică, sub administrația românească, gara a fost modernizată, iar infrastructura feroviară extinsă. După al Doilea Război Mondial, în urma distrugerilor provocate de conflict, gara a fost reconstruită în stil stalinist, păstrându-se însă unele elemente arhitecturale originale. Reconstrucția a fost finalizată în anii 1950, iar clădirea a devenit un simbol al orașului.
În 6/19 ianuarie 1918, gara a fost teatrul unui conflict între trupele bolșevice ale „Filialei Frontului” – organizație subordonată RUMCEROD din Odesa și un eșalon de voluntari ardeleni ai Armatei Române.
Construirea Gării Feroviare din Chișinău a fost motivată de necesitatea dezvoltării infrastructurii de transport în Basarabia. Rețeaua feroviară a permis o conexiune mai rapidă și mai eficientă cu porturile de la Marea Neagră și cu piețele din Europa de Est.
Gara a fost proiectată pentru a sprijini dezvoltarea economică și transportul mărfurilor agricole din regiune către piețele din Europa de Est și din Rusia. Gara a fost distrusǎ in timpul celui de-al Doilea Rǎzboi Mondial, fiind supusǎ bombardamentelor din 1941 si 1944. A fost reproiectatǎ si actuala garǎ nu mai are asemǎnare cu cea veche.

### Prezent
La sfârșitul lunii septembrie 2015 a fost pus în circulație trenul Chișinău – Ungheni – Iași (Socola). Ministrul Transporturilor, Iurie Chirinciuc, și omologul său român, Iulian Matache, au ajuns la o înțelegere în această privință care a avut pe 08 septembrie 2015 la Iași. Trenul care merge spre Iași oprește în patru gări; prima este la Călărași, cea de-a doua la Ungheni, după traversarea frontierei trenul staționează la Cristești și destinația finală este gara Socola din Iași, deoarece până aici ajunge calea ferată cu ecartament de tip larg. Autoritățile au examinat ideea de a prelungi linia cu ecartament lat până la gara Nicolina. Până acum această porțiune era o linie moartă, însă a fost reabilitată. Prin urmare, garnitura nu va staționa ore în șir pentru a-i fi schimbate osiile, cum se întâmplă în prezent. Biletul până la Iași costă 150 de lei moldovenești. Se planifică faptul ca formalitățile de control la frontieră să fie efectuate printr-un punct vamal comun. CFM a primit deja autorizație de la Autoritatea Feroviară Română pentru a putea transporta călători. O cursă spre Iași va costa bugetul Căii Ferate din Moldova aproape 50.000 de lei moldovenești.
În 2021 au fost suspendate temporar toate cursele locale și suburbane, din cauza numărului redus de pasageri în transportul feroviar.

## Distanțe față de alte orașe (gări) dinEuropa
- Chișinău și  București (via Iași) - 529 km
- Chișinău și  Iași - 97 km
- Chișinău și  Odessa - 157 km
- Chișinău și  Moscova - 1144 km
- Chișinău și  Sankt Petersburg - 1440 km

## Distanțe față de alte orașe (gări) dinMoldova
- Chișinău și Ocnița - 230 km
- Chișinău și Ungheni - 81 km
- Chișinău și Bender - 53 km
- Chișinău și Bălți - 107 km
- Chișinău și Basarabeasca - 95 km

## Galerie de imagini

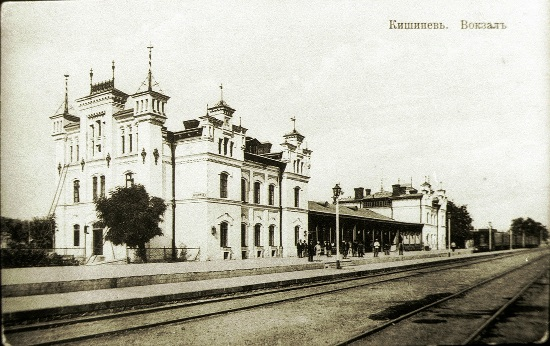
Edificiul inițial al gării în 1889.
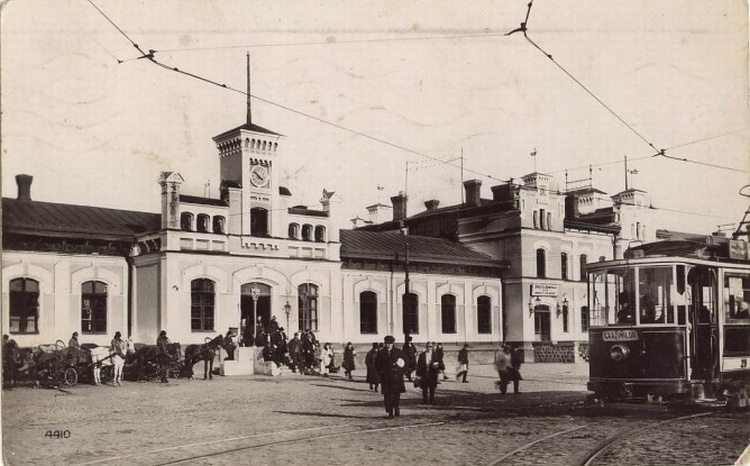
Edificiul gării în 1936. Clădirea a fost grav avariată în al doilea război mondial și nu s-a păstrat până în prezent.
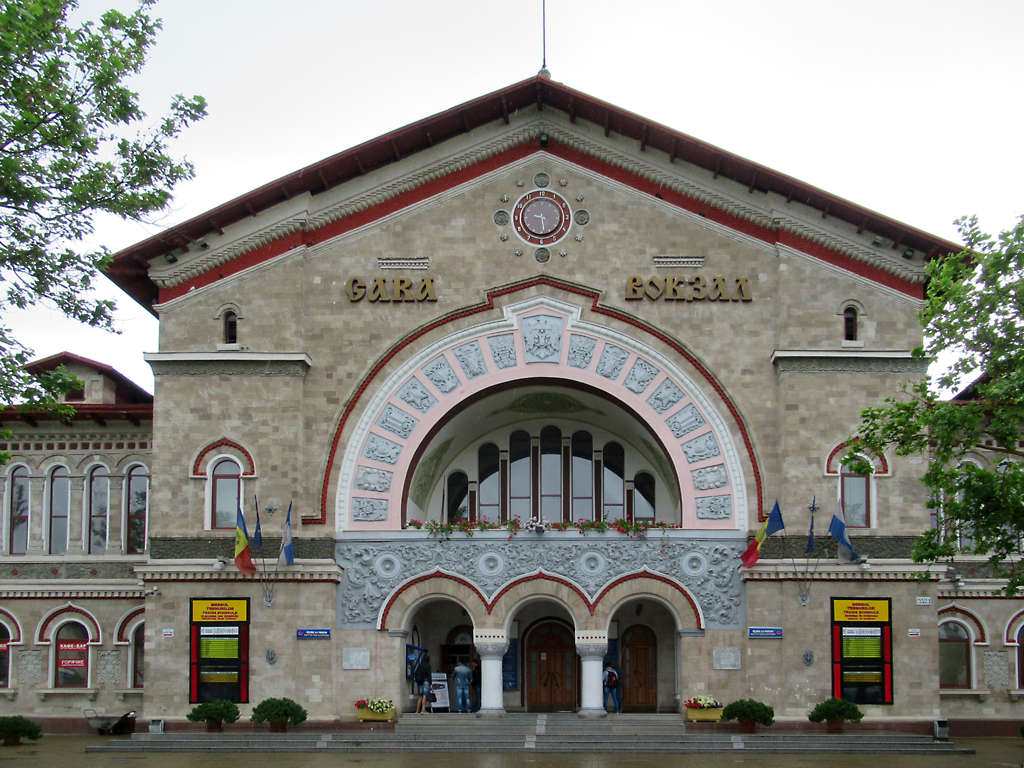
Intrarea principală
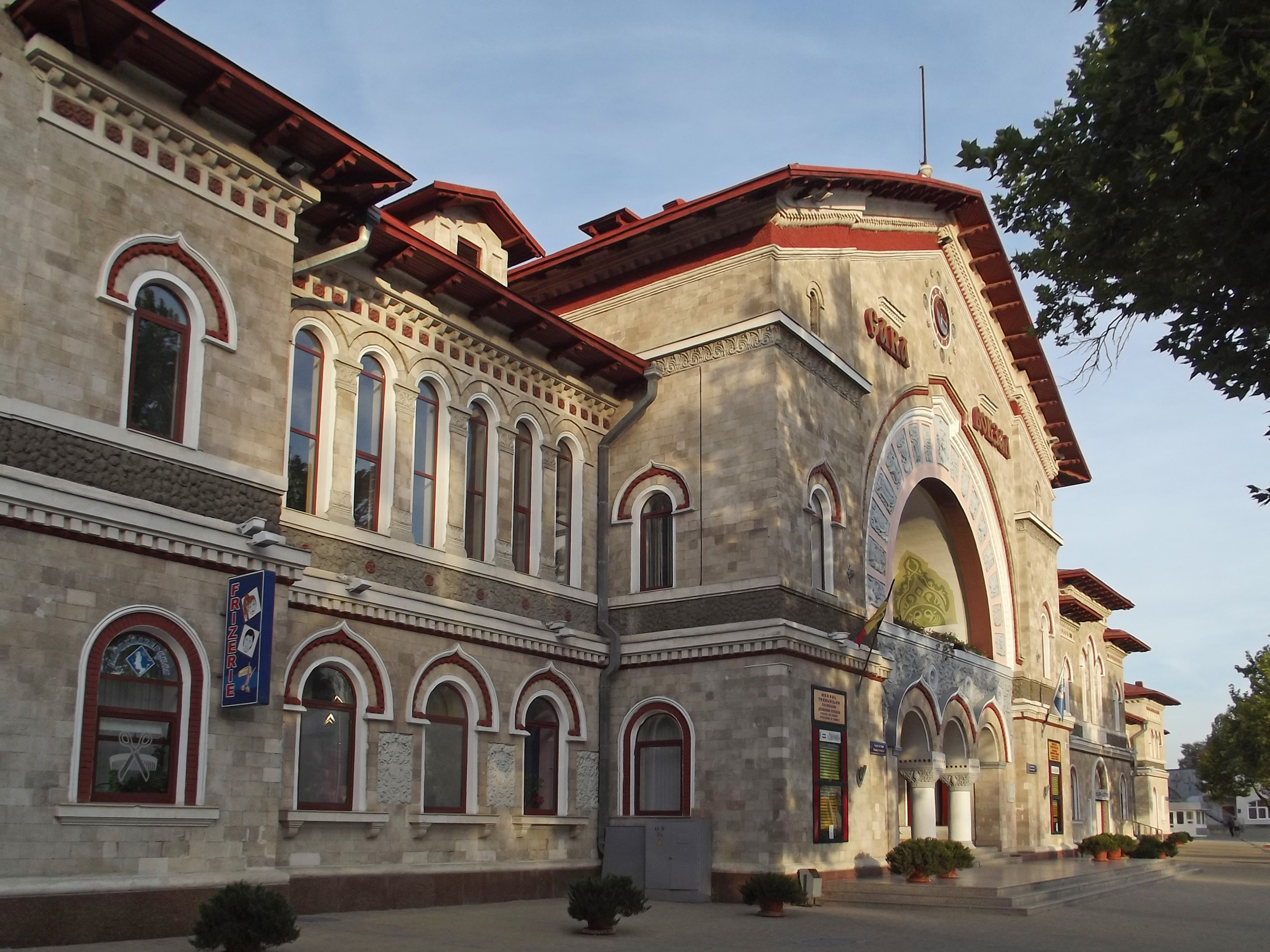
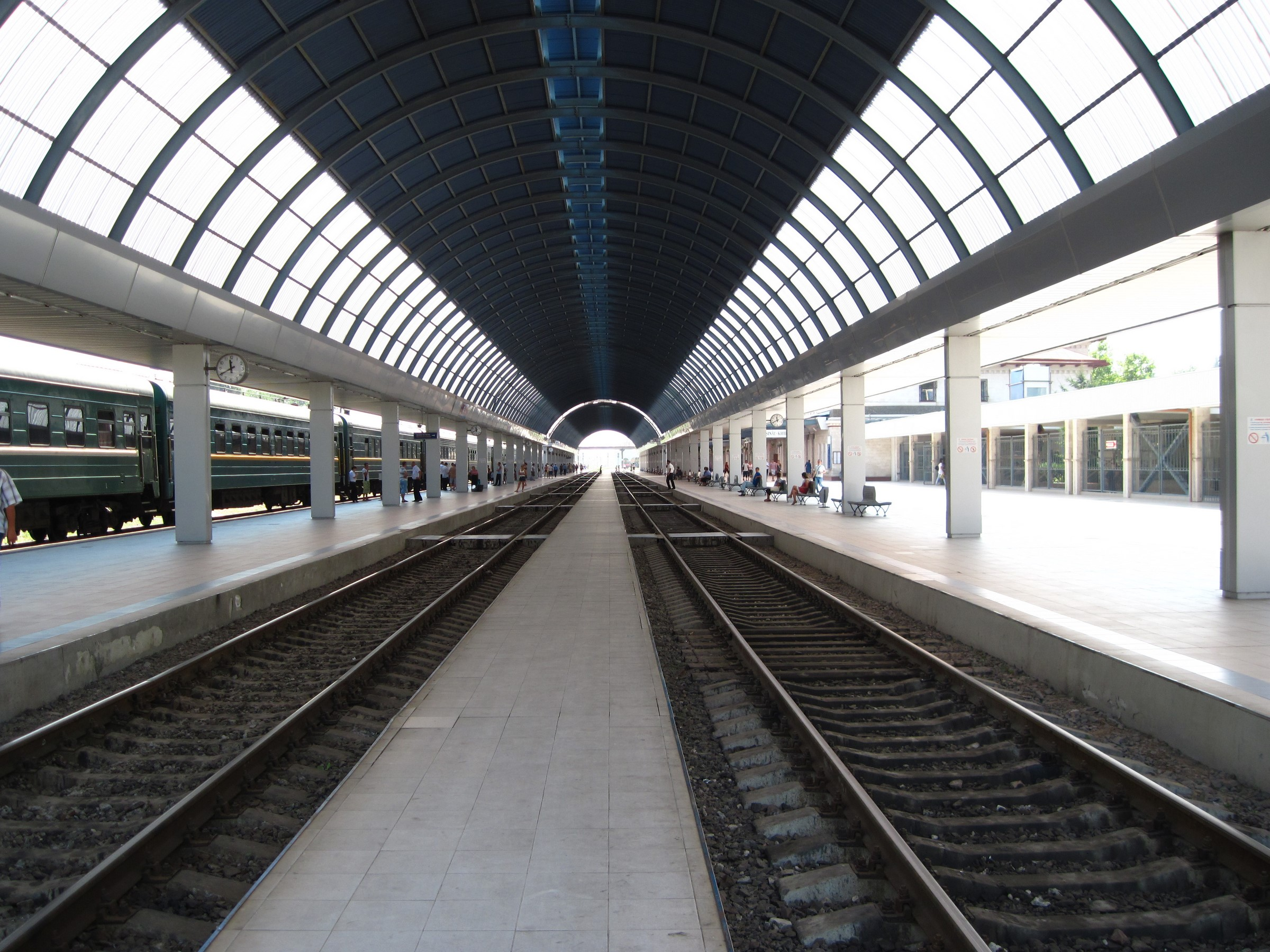
Peronul
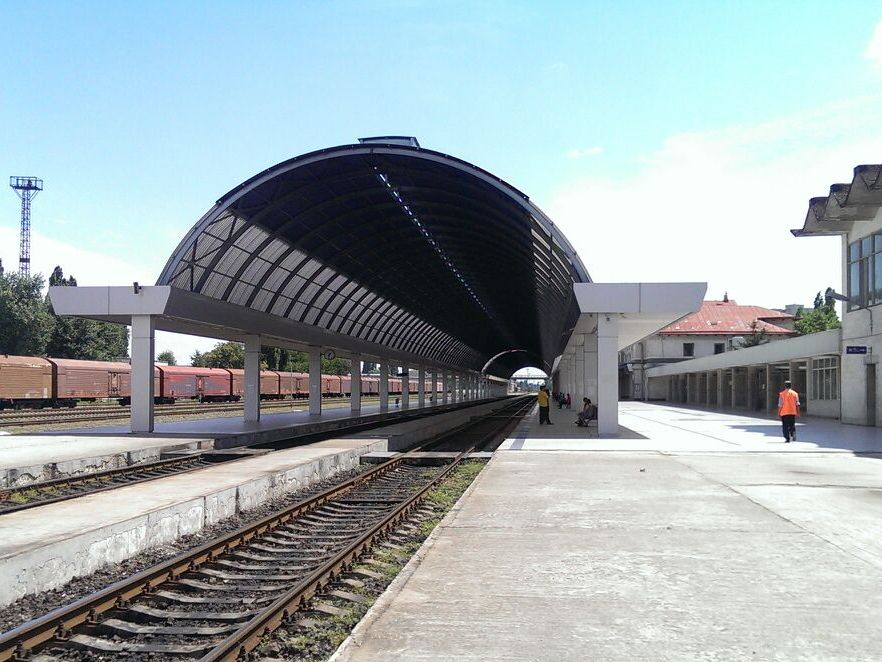
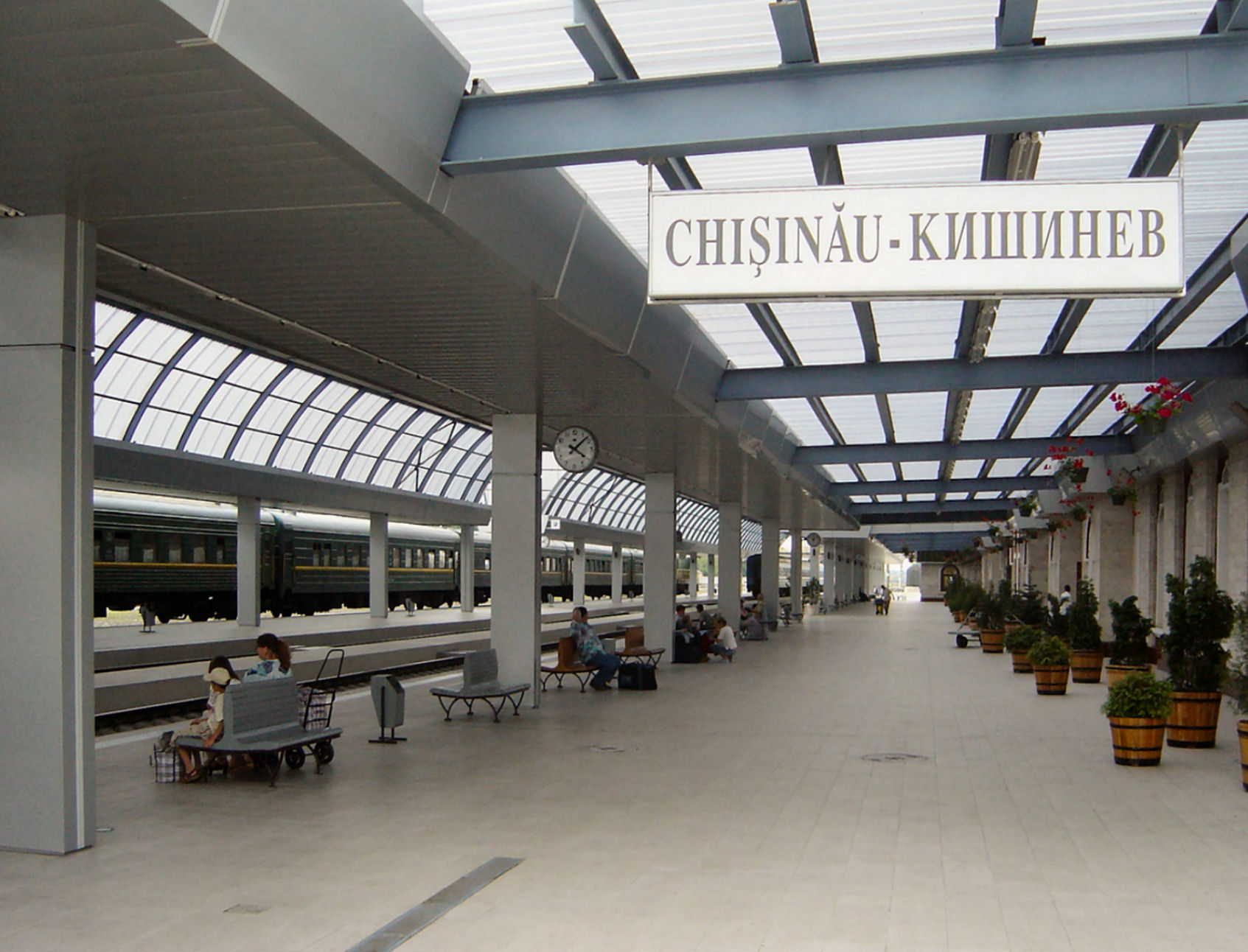
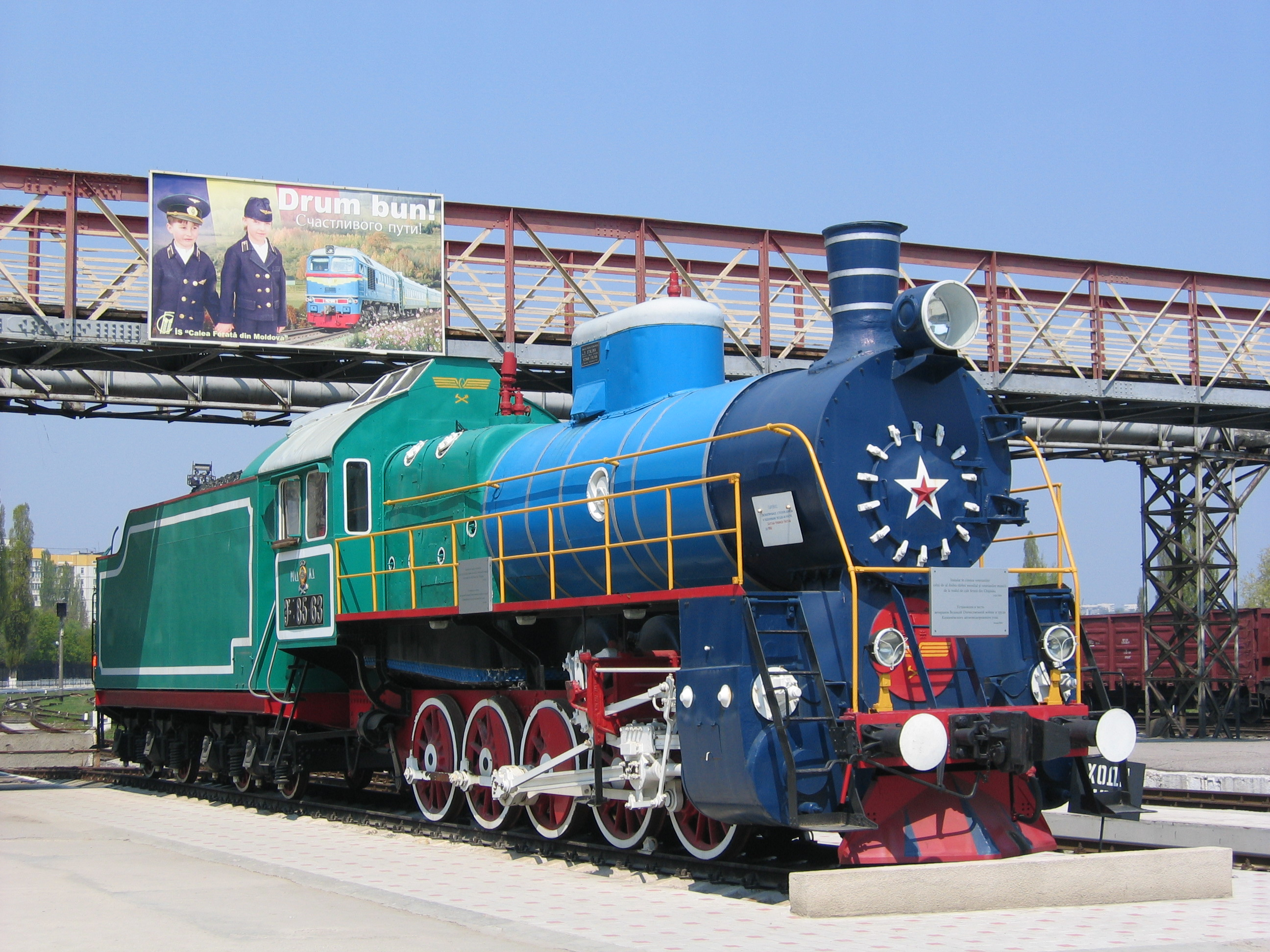
Locomotivă-monument care a operat până în 1968.
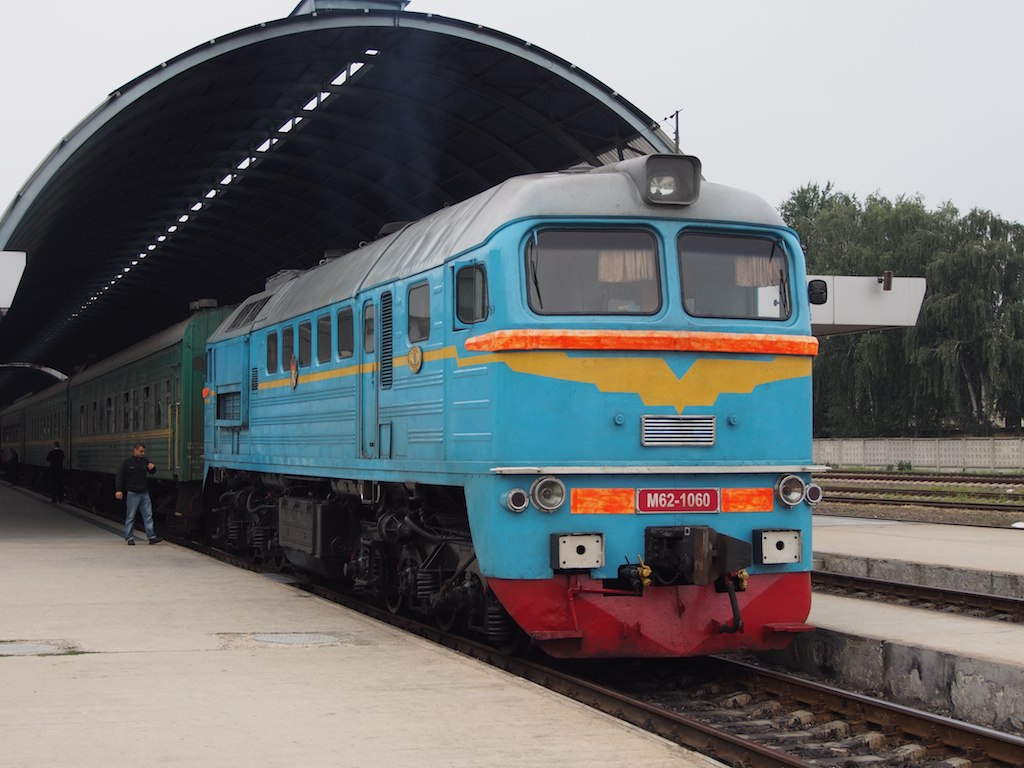
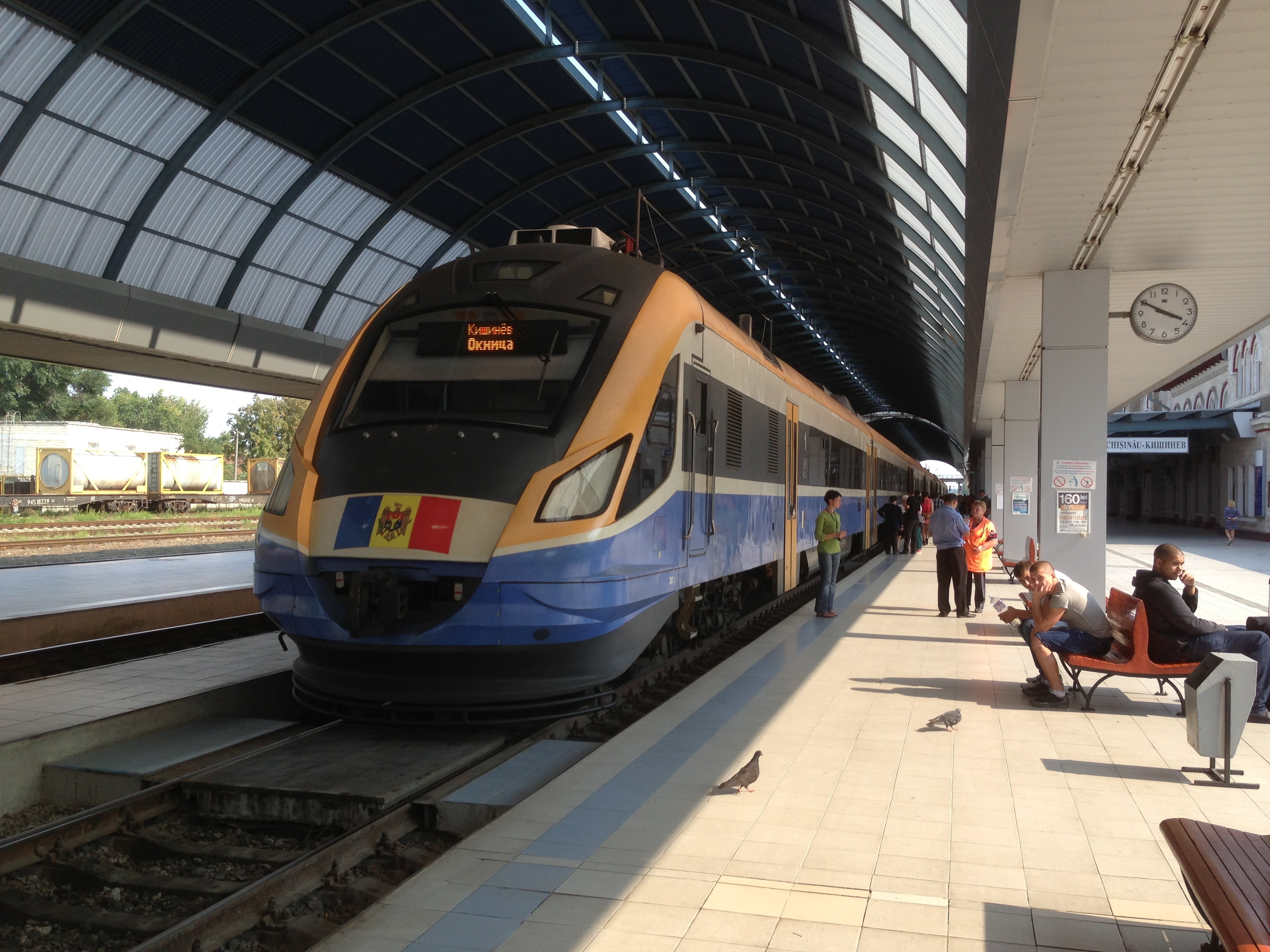
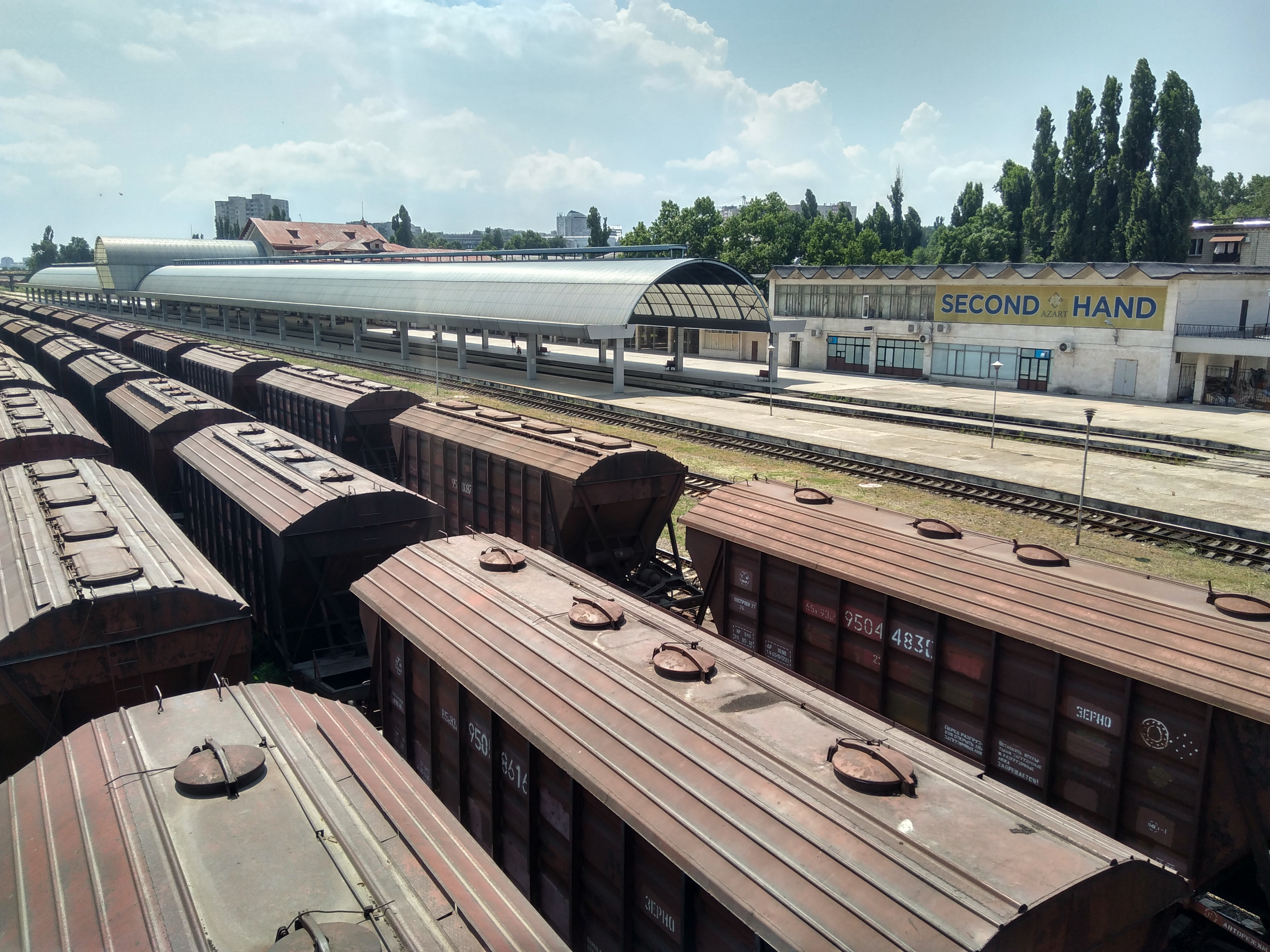